# Iglesia de Nuestra Señora de la Asunción (Casasola)
La iglesia de Nuestra Señora de la Asunción es una iglesia parroquial católica de estilo románico situada en el municipio abulense de Casasola (España). Se encuentra a unos dos kilómetros de la localidad en dirección a la vecina Duruelo, localidad del mismo municipio más próxima al templo que la misma Casasola.
Cuenta con un ábside semicircular enfoscado y encalado y una espadaña de sillarejo. En el interior cuenta con artesonado de par y nudillo. En el templo se celebran las principales fiestas de la localidad, como las de la Asunción, advocación a la que dedicada el templo, San Roque, San Blas y Santa Águeda.
En 2009 fueron robadas seis imágenes del interior del templo. Cinco de ellas fueron posteriormente halladas en un prado, de las cuales tres eran tallas policromadas del siglo XVII. También se halló una parte del retablo del siglo XVIII. No se encontró sin embargo una imagen de San José.